# Цимаррон-Сіті (Оклахома)
Цимаррон-Сіті (англ. Cimarron City) — місто (англ. town) в США, в окрузі Логан штату Оклахома. Населення — 155 осіб (2020).

## Географія
Цимаррон-Сіті розташований за координатами 35°53′20″ пн. ш. 97°36′12″ зх. д. / 35.88889° пн. ш. 97.60333° зх. д. (35.888778, -97.603211).  За даними Бюро перепису населення США в 2010 році місто мало площу 4,64 км², з яких 4,37 км² — суходіл та 0,27 км² — водойми.

## Демографія
Згідно з переписом 2010 року, у місті мешкало 150 осіб у 61 домогосподарстві у складі 47 родин. Густота населення становила 32 особи/км².  Було 67 помешкань (14/км²).
Расовий склад населення:
| - 94,0 % — білих - 2,0 % — корінних американців - 0,7 % — чорних або афроамериканців - 0,7 % — азіатів |

До двох чи більше рас належало 2,7 %. Частка іспаномовних становила 0,0 % від усіх жителів.
За віковим діапазоном населення розподілялося таким чином: 20,0 % — особи молодші 18 років, 60,0 % — особи у віці 18—64 років, 20,0 % — особи у віці 65 років та старші. Медіана віку мешканця становила 47,0 року. На 100 осіб жіночої статі у місті припадало 102,7 чоловіків;  на 100 жінок у віці від 18 років та старших — 79,1 чоловіків також старших 18 років.
Середній дохід на одне домашнє господарство  становив 76 145 доларів США (медіана — 63 542), а середній дохід на одну сім'ю — 72 568 доларів (медіана — 63 542). За межею бідності перебувало 4,6 % осіб, у тому числі 17,6 % дітей у віці до 18 років та 0,0 % осіб у віці 65 років та старших.
Цивільне працевлаштоване населення становило 71 осіб. Основні галузі зайнятості: освіта, охорона здоров'я та соціальна допомога — 19,7 %, роздрібна торгівля — 18,3 %, публічна адміністрація — 12,7 %, транспорт — 8,5 %.